# Nationalparks in Japan
Die Nationalparks (jap. 国立公園, kokuritsu kōen) in Japan werden vom japanischen Umweltministerium ernannt. Sie sollen die schönsten Naturgebiete Japans repräsentieren.
Neben den Nationalparks existieren auch Quasi-Nationalparks und Präfekturnaturparks, die ebenfalls zu den Naturschutzgebieten gehören. Es gibt 34 Nationalparks, 56 Quasinationalparks und 306 Präfektur-Naturparks (Stand: 26. Juli 2017). Die Landfläche der Nationalparks bedeckt ein Gebiet von über 21.898,04 km²(Stand Oktober 2021), was 5,8 % der Gesamtfläche Japans entspricht.

## Geschichte
Die Geschichte der japanischen Nationalparks begann mit einer Petition an das Japanische Parlament im Jahr 1911. Um 1920 wurde begonnen, ein erstes japanische Nationalparkgesetz zu verfassen, welches schließlich 1931 erlassen wurde. Drei Jahre später wurden die ersten drei Nationalparks ernannt:
- Setonaikai-Nationalpark um die Seto-Inlandsee
- Unzen-Nationalpark um den aktiven Vulkankomplex Unzen (heute: Unzen-Amakusa-Nationalpark)
- Kirishima-Nationalpark um die Kirishima-Vulkangruppe (später Kirishima-Yaku-Nationalpark, heute: Kirishima-Kinkōwan-Nationalpark)

Noch im selben Jahr kamen mit Aso, Nikkō, Japanische Alpen, Akan und Daisetsuzan fünf weitere Nationalparks hinzu und zwei Jahre später Towada, Fuji-Hakone, Yoshino-Kumano und Daisen. Nach dem Zweiten Weltkrieg wurden zwischen 1949 und heute diese 12 Nationalparks noch um 22 weitere erweitert. Zudem wurde 1957 das Nationalparksgesetz von 1931 durch eine umfassenderes ersetzt, welches auch die Aufteilung in Nationalparks, Quasinationalparks und Präfekturparks einführte. 1972 wurde die Verwaltung der Nationalparks vom japanischen Gesundheitsministerium zum neu gegründeten Umweltministerium überführt.

## Liste der Nationalparks
Im Folgenden sind die Nationalparks alphabetisch sortiert gelistet.
Legende:
- Name: Name des Nationalparks
- Bild: Ein repräsentatives Bild des Nationalparks
- Landfläche: Die Parkfläche in Hektar ausschließlich der Wasserflächen nach Stand 31. August 1994.[4]
- Ernennung: Ausweisungsdatum
- Besucher 2013: Offizielle Besucherzahlen für das Jahr 2013[5]
- WDPA-ID: Nummer des Nationalparks in der World Database on Protected Areas mit externem Link
- IUCN: Kategorie der International Union for Conservation of Nature and Natural Resources
  - Kategorie II („Nationalpark“): Schutzgebiet, das hauptsächlich zum Schutz von Ökosystemen und zu Erholungszwecken verwaltet wird
  - Kategorie V („Geschützte Landschaft/Geschütztes Marines Gebiet“): Gebiet, dessen Management hauptsächlich auf den Schutz einer Landschaft oder eines marinen Gebietes ausgerichtet ist und der Erholung dient
- Region (Präfekturen): Die Region in der sich der Nationalpark befindet und die jeweiligen Präfekturen in Klammern. Bei den Nationalparks, die sich auf der Insel Hokkaidō befinden, wurden anstelle der Präfektur Hokkaidō deren jeweilige Unterpräfekturen genannt.
- Lage: Zentrale Koordinaten des Nationalparks im GPS-Referenzsystem WGS 84

| Name                    | Bild                                 | Landfläche          | Ernennung     | Besucher 2013      | WDPA-ID   | IUCN | Region (Präfekturen)                                                                                       | Lage                      |
| ----------------------- | ------------------------------------ | ------------------- | ------------- | ------------------ | --------- | ---- | --- | ------------------------- |
| Akan-Mashū              | Akan-Mashū                           | 90.481 ha           | 4. Dez. 1934  | 3.530.000          | 734       | II   | Hokkaidō (Kushiro, Nemuro, Okhotsk, Tokachi)                                                               | 43,54444° N, 144,28361° O |
| Amamiguntō              | Amamiguntō-Nationalpark              | 42.181 ha           | 7. März 2017  | –                  | 555720616 | II   | Nansei-shotō (Okinawa)                                                                                     | 27,78° N, 128,915° O      |
| Ashizuri-Uwakai         | Ashizuri-Uwakai-Nationalpark         | 11.345 ha           | 10. Nov. 1972 | 1.600.000          | 12399     | V    | Shikoku (Ehime, Kōchi)                                                                                     | 32,77° N, 132,64° O       |
| Aso-Kujū                | Aso-Kujū-Nationalpark                | 72.678 ha           | 4. Dez. 1934  | 22.410.000         | 736       | V    | Kyūshū (Kumamoto, Ōita)                                                                                    | 32,53056° N, 131,06139° O |
| Bandai-Asahi            | Bandai-Asahi-Nationalpark            | 186.389 ha          | 5. Sep. 1950  | 7.350.000          | 727       | II   | Tōhoku (Yamagata, Fukushima, Niigata)                                                                      | 37,81667° N, 139,73333° O |
| Chichibu-Tama-Kai       | Chichibu-Tama-Kai-Nationalpark       | 126.259 ha          | 10. Juli 1950 | 13.960.000         | 732       | V    | Kantō (Saitama, Tokio, Yamanashi, Nagano)                                                                  | 35,9° N, 138,71667° O     |
| Chūbu-Sangaku           | Chūbu-Sangaku-Nationalpark           | 174.323 ha          | 4. Dez. 1934  | 9.170.000          | 729       | II   | Chūbu (Niigata, Toyama, Nagano, Gifu)                                                                      | 36,28917° N, 137,64806° O |
| Daisen-Oki              | Daisen-Oki-Nationalpark              | 35.353 ha           | 1. Feb. 1936  | 15.370.000         | 12260     | V    | Chūgoku (Tottori, Shimane, Okayama)                                                                        | 35,45° N, 133,76667° O    |
| Daisetsuzan             | Daisetsuzan-Nationalpark             | 226.764 ha          | 4. Dez. 1934  | 4.870.000          | 726       | II   | Hokkaidō (Kamikawa, Tokachi)                                                                               | 43,66028° N, 142,85806° O |
| Fuji-Hakone-Izu         | Fuji-Hakone-Izu-Nationalpark         | 121.695 ha          | 1. Feb. 1936  | 121.470.000        | 317049    | V    | Kantō (Tokio, Kanagawa, Yamanashi, Shizuoka)                                                               | 35,00833° N, 138,98139° O |
| Hakusan                 | Hakusan-Nationalpark                 | 49.900 ha           | 12. Nov. 1962 | 660.000            | 741       | II   | Chūbu (Toyama, Ishikawa, Fukui, Gifu)                                                                      | 36,155° N, 136,78806° O   |
| Iriomote-Ishigaki       | Iriomote-Ishigaki-Nationalpark       | 40.653 ha           | 15. März 1972 | 1.990.000          | 747       | II   | Nansei-shotō (Okinawa)                                                                                     | 24,32° N, 123,88° O       |
| Ise-Shima               | Ise-Shima-Nationalpark               | 55.544 ha           | 20. Nov. 1946 | 10.630.000         | 740       | V    | Kinki (Mie)                                                                                                | 34,455° N, 136,72583° O   |
| Jōshin’etsu-Kōgen       | Jōshin’etsu-Kōgen-Nationalpark       | 148.194 ha          | 7. Sep. 1949  | 26.470.000         | 12261     | II   | Kantō (Gunma, Niigata, Nagano)                                                                             | 36,625° N, 138,625° O     |
| Keramashotō             | Keramashotō-Nationalpark             | 3.520 ha            | 5. März 2014  | –                  | 555621337 | II   | Kyūshū (Okinawa)                                                                                           | 26,2° N, 127,31667° O     |
| Kirishima-Kinkōwan      | Kirishima-Kinkōwan-Nationalpark      | 36.586 ha           | 16. März 1934 | 12.100.000         | 555575153 | II   | Kyūshū (Miyazaki, Kagoshima)                                                                               | 31,26306° N, 130,70556° O |
| Kushiro-Shitsugen       | Kushiro-Shitsugen-Nationalpark       | 28.788 ha           | 31. Juli 1987 | 460.000            | 13984     | II   | Hokkaidō (Kushiro)                                                                                         | 43,10806° N, 144,40111° O |
| Minami-Alps             | Minami-Alps-Nationalpark             | 35.752 ha           | 1. Juni 1964  | 710.000            | 743       | II   | Chūbu (Yamanashi, Nagano, Shizuoka)                                                                        | 35,67° N, 138,23° O       |
| Myōkō-Togakushi-Renzan  | Myōkō-Togakushi-Renzan-Nationalpark  | 39.772 ha           | 27. März 2015 | –                  |           |      | Chūbu (Niigata, Nagano)                                                                                    | 36,89139° N, 138,11361° O |
| Nikkō                   | Nikkō-Nationalpark                   | 114.908 ha          | 4. Dez. 1934  | 15.440.000         | 12258     | V    | Kantō (Fukushima, Tochigi, Gunma)                                                                          | 36,97861° N, 139,395° O   |
| Ogasawara               | Ogasawara-Nationalpark               | 6.629 ha            | 16. Okt. 1972 | 40.000             | 751       | II   | Kantō (Tokio)                                                                                              | 27,06778° N, 142,21417° O |
| Oze                     | Oze-Nationalpark                     | 37.200 ha           | 30. Aug. 1972 | 430.000            | 555575152 | V    | Tōhoku (Fukushima, Tochigi, Gunma, Niigata)                                                                | 36,77917° N, 139,64889° O |
| Rishiri-Rebun-Sarobetsu | Rishiri-Rebun-Sarobetsu-Nationalpark | 24.166 ha           | 20. Sep. 1974 | 730.000            | 3099      | II   | Hokkaidō (Soya, Rumoi)                                                                                     | 45,19389° N, 141,25806° O |
| Saikai                  | Saikai-Nationalpark                  | 24.646 ha           | 16. März 1955 | 4.640.000          | 12259     | V    | Kyūshū (Nagasaki)                                                                                          | 32,66972° N, 128,62722° O |
| San’in-Kaigan           | San’in-Kaigan-Nationalpark           | 8.783 ha            | 15. Juli 1936 | 7.400.000          | 750       | V    | Kinki (Kyōto, Hyōgo, Tottori)                                                                              | 35,61139° N, 134,86333° O |
| Sanriku-Fukkō           | Sanriku-Fukkō-Nationalpark           | 28.537 ha           | 2. Mai 1955   | 2.250.000          | 555575151 | V    | Tōhoku (Iwate, Miyagi)                                                                                     | 39,5° N, 142° O           |
| Setonaikai              | Setonaikai-Nationalpark              | 67.242 ha           | 16. März 1934 | 41.230.000         | 737       | V    | Chūgoku, Shikoku (Hyōgo, Wakayama, Okayama, Hiroshima, Yamaguchi, Tokushima, Kagawa, Ehime, Fukuoka, Ōita) | 34,16667° N, 133,33333° O |
| Shikotsu-Tōya           | Shikotsu-Tōya-Nationalpark           | 99.473 ha           | 16. Mai 1949  | 9.900.000          | 733       | II   | Hokkaidō (Ishikari, Iburi, Shiribeshi)                                                                     | 42,66667° N, 141° O       |
| Shiretoko               | Shiretoko-Nationalpark               | 38.636 ha           | 1. Juni 1964  | 1.740.000          | 742       | II   | Hokkaidō (Okhotsk, Nemuro)                                                                                 | 44,16194° N, 145,23556° O |
| Towada-Hachimantai      | Towada-Hachimantai-Nationalpark      | 85.534 ha           | 1. Feb. 1936  | 4.500.000          | 735       | II   | Tōhoku (Aomori, Iwate, Akita)                                                                              | 40,73333° N, 140,71694° O |
| Unzen-Amakusa           | Unzen-Amakusa-Nationalpark           | 28.279 ha           | 16. März 1934 | 6.650.000          | 745       | V    | Kyūshū (Nagasaki, Kumamoto, Kagoshima)                                                                     | 32,75° N, 130,26667° O    |
| Yakushima               | Yakushima-Nationalpark               | 24.566 ha           | 16. März 2012 | 170.000            | 555575150 | II   | Kyūshū (Kagoshima)                                                                                         | 30,33333° N, 130,51667° O |
| Yambaru                 | Yambaru-Nationalpark                 | 13.622 ha           | 15. Sep. 2016 | –                  | 555720615 | II   | Nansei-shotō (Okinawa)                                                                                     | 26,80583° N, 128,26583° O |
| Yoshino-Kumano          | Yoshino-Kumano-Nationalpark          | 61.406 ha           | 1. Feb. 1936  | 7.100.000          | 738       | V    | Kinki (Mie, Nara, Wakayama)                                                                                | 33,79889° N, 135,94° O    |
|                         |                                      | Summe: 2.189.804 ha |               | Summe: 354.950.000 |           |      | |                           |

## Umgewandelte Nationalparks
| Nationalpark                   | Bemerkungen |
| ------------------------------ | --- |
| Akan-Nationalpark              | 2017: Erweiterung und Umbenennung in Akan-Mashū-Nationalpark |
| Aso-Nationalpark               | 1986: Umbenennung in Aso-Kujū-Nationalpark |
| Chichibu-Tama-Nationalpark     | 2000: Erweiterung des Namens um den alten Provinznamen „Kai“ der Präfektur Yamanashi zu Chichibu-Tama-Kai-Nationalpark                                                                                           |
| Iriomote-Nationalpark          | 2007: Erweiterung um Ishigaki-jima Inselregion und Umbenennung in Iriomote-Ishigaki-Nationalpark |
| Jōshin’etsu-Kōgen-Nationalpark | 1956: Erweiterung um die Berge Myōkō und Togakushi 2015: Ausgliederung des südlichen Teils um die Berge Myōkō und Togakushi als eigenständiger Myōkō-Togakushi-Renzan-Nationalpark                               |
| Kirishima-Nationalpark         | 1964: Erweiterung und Umbenennung in Kirishima-Yaku-Nationalpark; 2012: Umbenennung in Kirishima-Kinkōwan-Nationalpark und Ausgliederung des Yakushima-Nationalparks                                             |
| Nikkō-Nationalpark             | 2007: Ausgliederung der westlichen Gebiete um Ozegahara als eigenständiger Oze-Nationalpark |
| Rikuchū-Kaigan-Nationalpark    | 2011: Allgemeine Umstrukturierung der Nationalparks der Tōhoku-Region nach dem schweren Tōhoku-Erdbeben; Zusammenlegung mit dem Tanesashi-Kaigan-Hashikamidake-Präfekturnaturpark zum Sanriku-Fukkō-Nationalpark |
| Towada-Nationalpark            | 1956: Erweiterung und Umbenennung in Towada-Hachimantai-Nationalpark |
| Unzen-Nationalpark             | 1956 Erweiterung und Umbenennung in Unzen-Amakusa-Nationalpark |